# Je veux vivre (hotline)
Je veux vivre (en ukrainien : Хочу жити (Khochu zhyty) ; en russe : Хочу жить) est une hotline qui peut être appelée par un soldat russe stationné en Ukraine qui veut éviter la mort au front et se rendre en tant que prisonnier de guerre,. Géré par la Direction principale du renseignement d'Ukraine, le service est conçu pour aider les militaires russes qui ne veulent pas participer à l'invasion russe de l'Ukraine et se rendre en toute sécurité aux forces armées ukrainiennes,. Le projet garantit la détention des militaires qui se rendent conformément aux Conventions de Genève, comprenant ainsi « trois repas par jour, des soins médicaux, l'assistance juridique des organisations internationales... ».

## Processus
Selon le site officiel du projet, il existe plusieurs méthodes par lesquelles un militaire russe peut se rendre : il s'agit notamment d'appeler la hotline 24 heures sur 24 ou de suivre les instructions d'un chatbot sur la chaîne Telegram du projet. Peu de temps après le lancement du projet, les organes de l'État russe en ont bloqué l'accès depuis les territoires contrôlés par la fédération de Russie,,,. Contactés par le site d'informations ukrainien IMI, les opérateurs du projet Je veux vivre ont répondu qu'ils s'attendaient à une telle censure de la part des autorités russes.
Pour ceux qui se sont rendus, les Ukrainiens offrent la possibilité de participer à un échange de prisonniers organisé entre les gouvernements russe et ukrainien, ou de rester temporairement en détention avec la possibilité de rester en Ukraine ou d'émigrer plus tard et de demander l'asile dans d'autres pays,.

## Histoire
Le 18 septembre 2022, le quartier général de coordination pour le traitement des prisonniers de guerre, dans le prolongement du projet visant à informer l'armée russe de la possibilité de déposer les armes et de préserver leur vie, a lancé un projet d'État spécial avec une ligne d'assistance téléphonique 24h/24 de leurs familles appelés Je veux vivre,.
La première reddition d'un soldat russe a été organisée le 5 octobre 2022 ; la candidature a été acceptée immédiatement après la mobilisation partielle annoncée en Russie.
Le 4 mai 2023, le porte-parole de la hotline Vitaliy Matvienko a déclaré avoir reçu des demandes de reddition de 3200 soldats russes en avril 2023, ce qui représente une augmentation de 10% par rapport à mars 2023. Il a ajouté que la hotline avait reçu un total de 16 000 demandes de reddition depuis sa création. Son site Web a été consulté plus de 36 millions de fois, dont 32 millions de visites depuis le territoire de la fédération de Russie.